# كرتون نتورك (الفلبين)
كرتون نتورك (بالإنجليزية: Cartoon Network)‏ هي قناة تلفزيونية فلبينية مدفوعة تديرها شركة WarnerMedia التابعة لشركة AT&T ضمن قسمها الدولي ، والتي تعرض بشكل أساسي برامج الرسوم المتحركة . النسخة الفلبينية هي فرع من Cartoon Network Asia وتبث حصريًا في الفلبين.
بدأت القناة البث في 6 أكتوبر 1994 كجزء من كرتون نتورك آسيا. تم فصله لاحقًا عن علف جنوب شرق آسيا في 1 سبتمبر 1995.